# Richard March Hoe
 (novembre 2021).
Si vous disposez d'ouvrages ou d'articles de référence ou si vous connaissez des sites web de qualité traitant du thème abordé ici, merci de compléter l'article en donnant les références utiles à sa vérifiabilité et en les liant à la section « Notes et références ».
Pour les articles homonymes, voir Hoe.

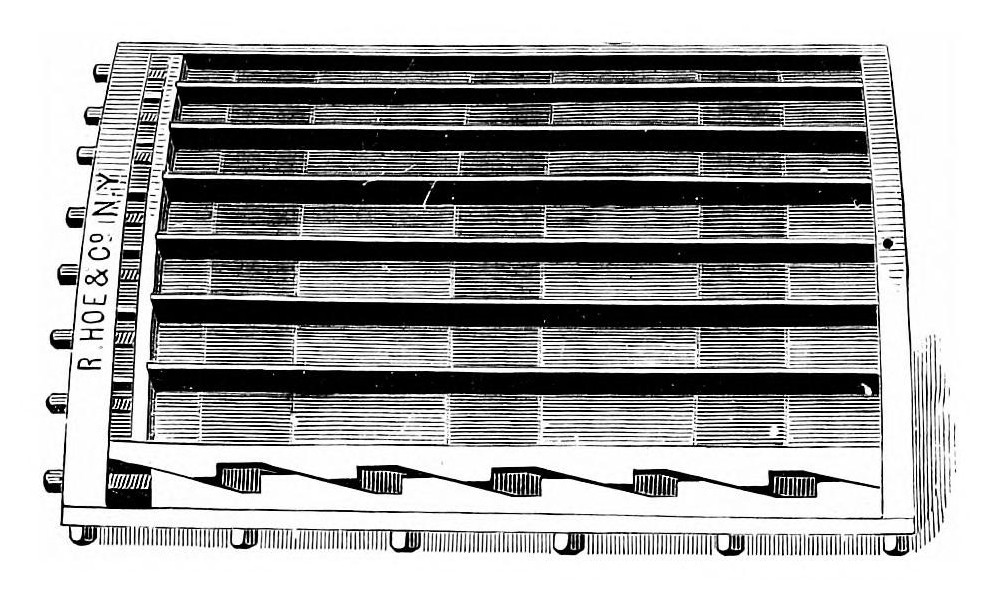
La tortue de Hoe : forme typographique incurvée pour s'adapter au cylindre

Richard March Hoe, né le 12 septembre 1812 à New York, mort le 7 juin 1886 à Florence (Italie) est un inventeur américain, qui mit au point la première rotative à grand tirage, la Type Revolving Press, en 1836, 1844 puis 1847, sur un principe établi dès 1818 par Edward Cowper   

## Biographie
Né à New York, il était le fils de Robert Hoe (1784-1833), un menuisier venu d'Angleterre en 1803, qui travaille pour les frères Peter et Matthew Smith, fabricants de presses typographiques (alors majoritairement en bois). Après avoir épousé leur sœur, il s'associe avec eux. Richard rejoint l'entreprise familiale à quinze ans, mais doit tout de même poursuivre ses études jusqu'à vingt ans. Il sera à la tête de R. Hoe & Company à la mort de son père.
Le premier travail de Richard, avec son père, est d'étudier la possibilité d'actionner les presses à la vapeur. Ayant examiné une presse à vapeur de Napier venue d'Europe, ils mettent sur le marché une nouvelle presse bien supérieure.
Il invente une presse où la forme imprimante n'est plus plate, mais placée sur un cylindre : elle tourne d'un tour pour imprimer chaque feuille, évitant ainsi les allers et retours qu'impose la forme à plat traditionnelle. Le brevet est déposé en 1847 et la machine commercialisée la même année. Le Philadelphia Public Ledger parvient au tirage record pour l'époque de 8 000 exemplaires à l'heure.
Le principe de la forme arrondie, pour s'adapter au cylindre, n'est pas sans poser des problèmes : les caractères mobiles tiennent mal. Sir Rowland Hill avait proposé de fabriquer des caractères spéciaux, dont le corps était plus mince à la base, ce qui aurait énormément compliqué les choses en interdisant l'usage des caractères habituels. Hoe se contente de mettre des espaces entre colonnes de section trapézoïdale. Il met au point la « tortue », une forme incurvée, spécialement conçue à cet usage. Plus tard, ces compositions toujours instables seront remplacées par des clichés stéréotypiques obtenus par moulage d'une forme traditionnelle, ensuite cintrés, qui seront en usage jusqu'à la fin des rotatives typographiques, à la fin du XXe siècle. Le pliage des feuilles à la sortie apparaît en 1871.
Les bobines de papier, qui ne sont au début que des feuilles, passent entre deux types de cylindres : un énorme cylindre central qui porte plusieurs formes imprimantes, en caractères mobiles, et de six à dix cylindres presseurs correspondant à chacune des formes. La machine nécessite donc six à dix ouvriers margeurs pour l'alimenter en feuilles. La machine permet d'augmenter le tirage des quotidiens, au point d'imprimer des dizaines de milliers d'exemplaires en une seule nuit.
On est obligé de passer le papier une seconde fois pour imprimer le verso. Ce n'est qu'en 1875 que la machine est perfectionnée pour régler ce problème, le New York Tribune étant le premier à l'utiliser.
Les rotatives de Hoe connaissent une évolution constante jusqu'aux formes définitives (1875) qui resteront utilisées par la majorité des journaux du monde.
Il crée une école à New York, annexe à son usine, pour former les opérateurs des rotatives.
Il meurt le 7 juin 1886 à Florence (Italie) où il était en vacances.
La société R. Hoe & Company, fondée en 1824, cesse d'exister en 1953.

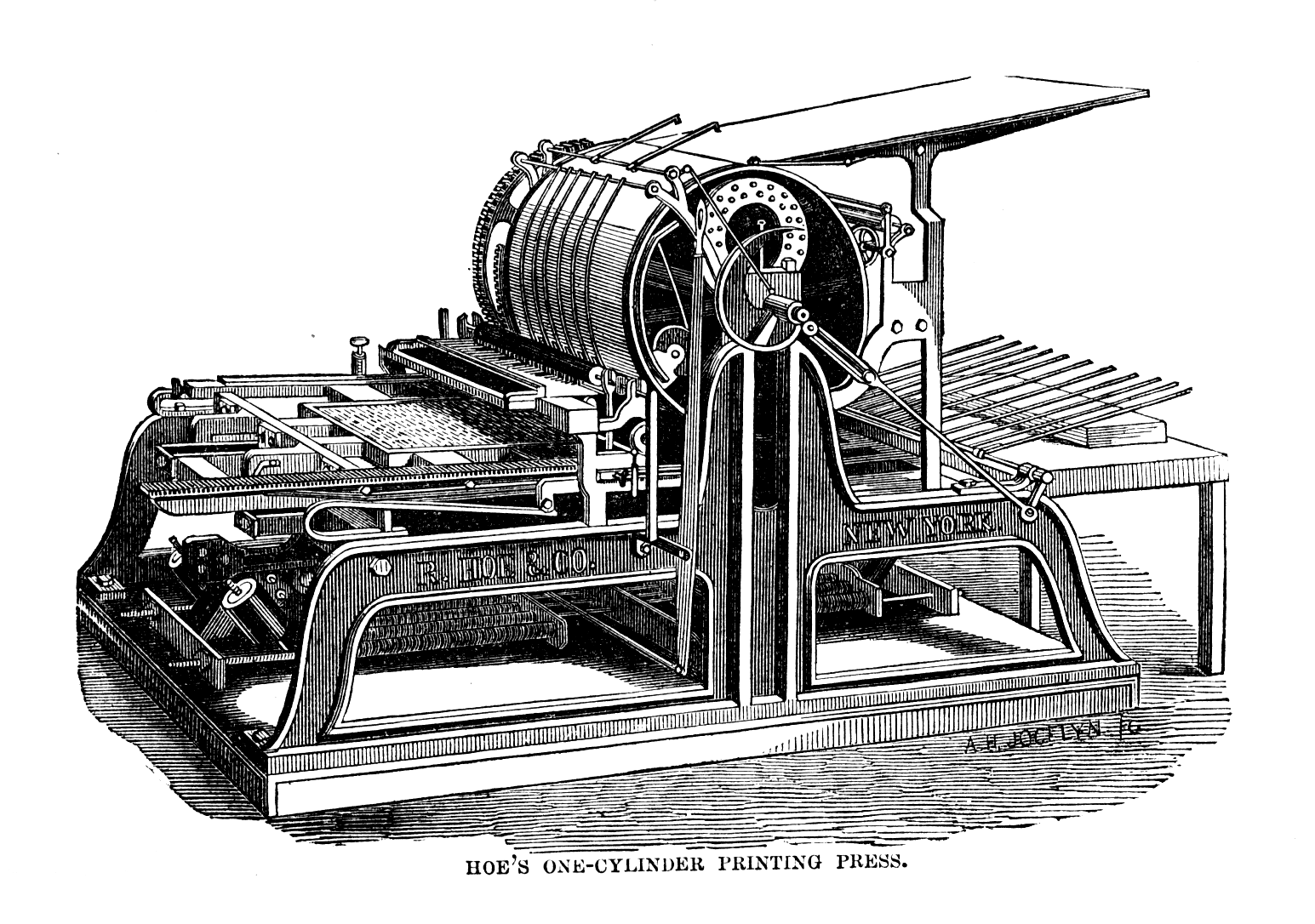
Presse à cylindre, 1864
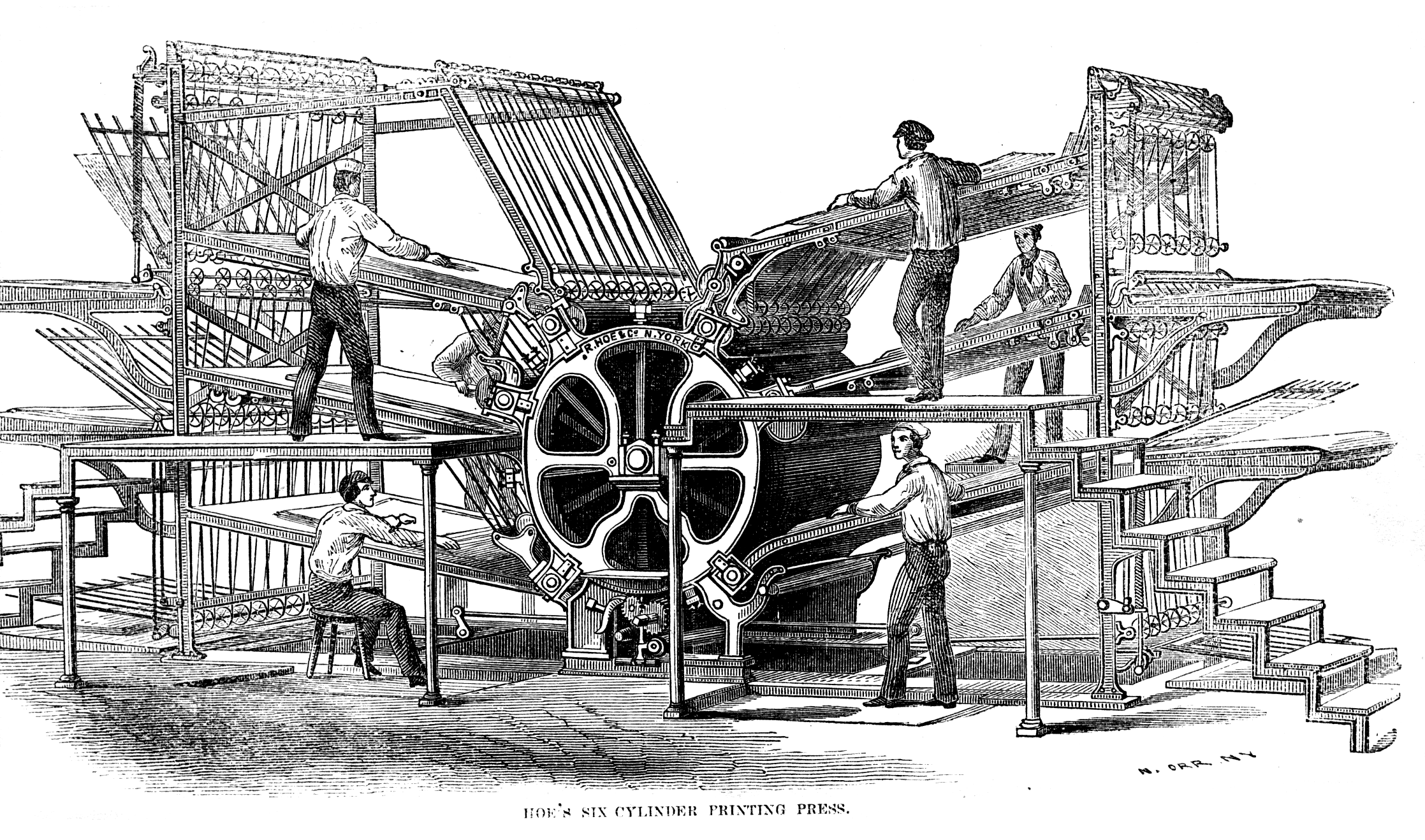
Rotative à six cylindres
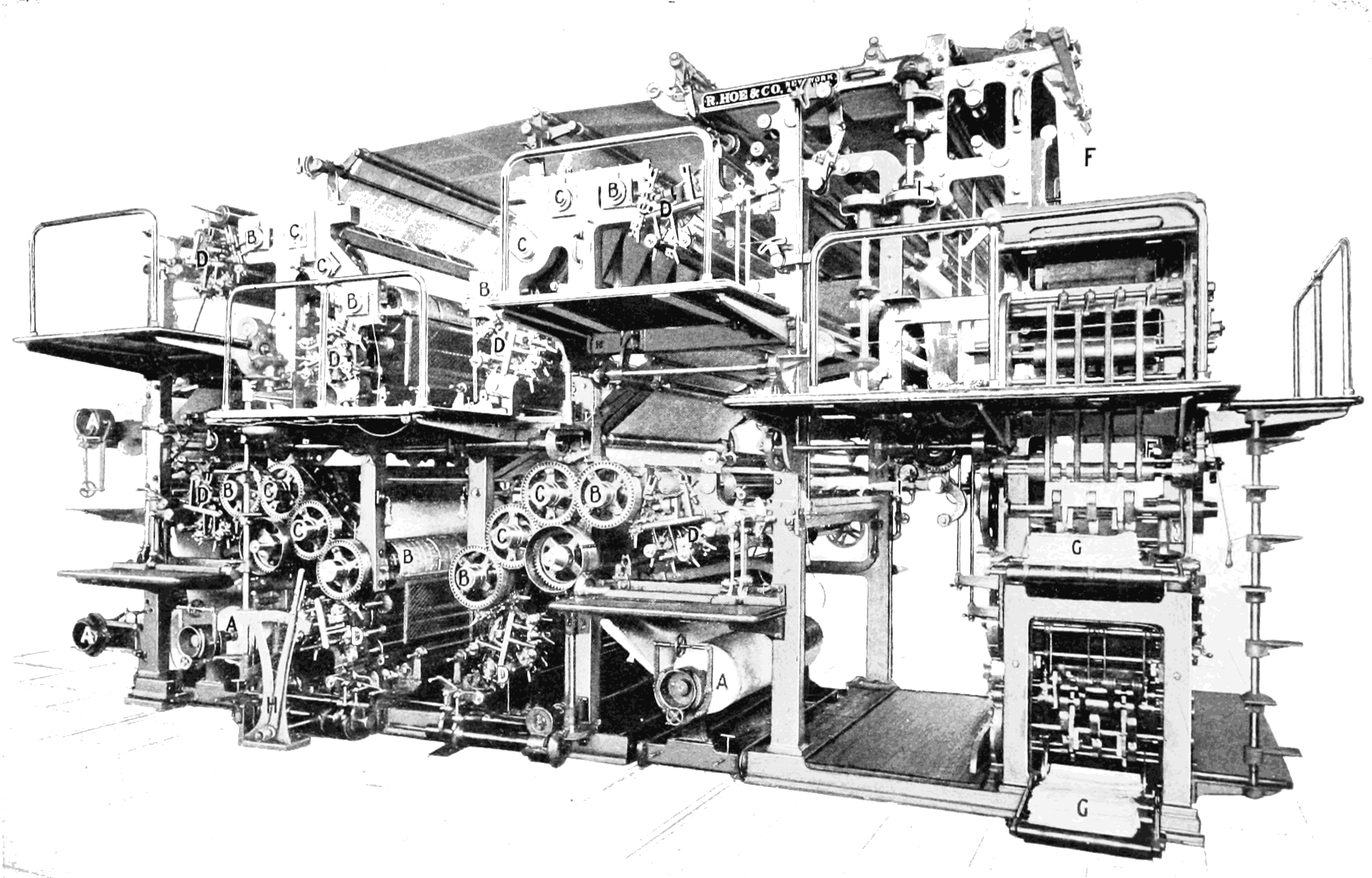
Octuple stereotype perfecting press and folders